# Bulbophyllum florulentum
Bulbophyllum florulentum là một loài phong lan thuộc chi Bulbophyllum.